# Skarpa Powsińska
Skarpa Powsińska – obszar MSI w dzielnicy Ursynów w Warszawie.

## Położenie
Skarpa Powsińska położona jest w południowo-wschodniej części dzielnicy Ursynów, w obszarze ograniczonym od północy i zachodu Lasem Kabackim, od południa ul. Prawdziwka, stanowiącą jednocześnie granicę m.st. Warszawy z gminą Konstancin-Jeziorna, od wschodu skarpą warszawską i przebiegającą po niej granicą z obszarem MSI Powsin w dzielnicy Wilanów.
Według państwowego rejestru nazw geograficznych to część miasta o identyfikatorze 201874.

## Ważniejsze obiekty
Na terenie Skarpy Powsińskiej znajdują się:
- Park Kultury w Powsinie
- Polska Akademia Nauk Ogród Botaniczny – Centrum Zachowania Różnorodności Biologicznej w Powsinie